# Pou de glaç de Corbera de Llobregat
El pou de glaç de Corbera de Llobregat, a Corbera de Llobregat (Baix Llobregat), és una obra protegida com a bé cultural d'interès local.

## Descripció
El pou de glaç -situat a prop del pas de la barca i al costat del pas estratègic de la Roca del Droc- és una construcció semisubterrània de grans dimensions, de forma cilíndrica i coberta de cúpula semiesfèrica, amb una estructura externa octogonal que protegia la cúpula. D'aquesta estructura se'n conserven 6 parets: cadascun dels costats de l'octàgon mesura 3,40 de llarg i l'amplada dels murs és de 80 cm. Les mesures totals del pou són 11 metres de diàmetre a la base circular i 8 metres a l'estructura externa octogonal. L'interior del pou es troba en perfecte estat de conservació, fa més de 10 metres des de la base fins a la cúpula i 9,3 metres de diàmetre. Els murs que conformen les parets són de més d'1 metre d'amplada. A la part superior del cilindre hi ha dues obertures per on en el seu dia es deuria entrar el gel. Les marques de petits forats a distància regular als murs de les parets suggereixen els punts d'ancoratge d'alguna estructura de fusta utilitzada per a l'accés des homes que treballaven dins el pou.
A mitjana altura, a 1,5 metres de la cúpula, s'hi va practicar una porta, de factura evidentment posterior a la construcció del pou, i que deuria permetre un accés ràpid al seu interior.
El terra està ple de detritus i material de rebuig llençat sense cura.

## Història
El Baró de Corbera era propietari del castell, una fortalesa amb tres recintes exteriors. Dins el castell, hi havia una ermita consagrada a Santa Magdalena a on arribaven gran nombre de pelegrins. El Senyor de Corbera era arrendatari del Priorat de Sant Ponç i cobrava els censos i delmes del monestir, així com del pas de barca, del molí de farina i del pou de glaç. Igualment eren propietat del baró l'hostal de pelegrins, la carnisseria i el forn de pa, que tenia llogats. Era obligació de l'hostaler vendre, entre altres productes, i especialment durant les festes de la patrona el 22 de juliol, gel o neu, per a la conserva dels aliments i per ús dels habitants i dels forasters que venien de lluny per a venerar la santa. Aquesta informació es troba en un document d'arrendament dels serveis de l'hostal a Pau Massana, responsable de l'hostal entre els anys 1729 i 1731. La menció específica al gel, com a producte entre d'altres que havia de proporcionar, posen de manifest l'existència d'un pou als voltants i l'accessibilitat de l'hostaler per a l'adquisició del gel. No és d'estranyar que el Senyor de Corbera disposés d'un pou de glaç, perquè el gel es considerava un producte de primera necessitat; a més, tenia el títol de Baró i era un dels homes més poderosos de la zona.
Actualment el pou està en terrenys propietat de la marquesa de Pallejà.